# Syzeuctus longiceps
Syzeuctus longiceps là một loài tò vò trong họ Ichneumonidae.